# Déforestation en Sibérie et en Extrême-Orient
La déforestation en Sibérie et en Extrême-Orient est un processus d'exploitation forestière à grande échelle pour approvisionner la Chine, critiqué par le grand public en Russie, car considéré comme une menace écologique souvent illégale.
Après le durcissement, en 1998, de la législation sur la déforestation en Chine, l' industrie du bois du pays a commencé à utiliser massivement des matériaux importés de Russie et d'ailleurs. Les livraisons de bois d'œuvre à bon marché, en provenance des régions frontalières avec la Chine ( taïga) ont commencé à augmenter rapidement. En 2007, ont été introduits des droits de douane élevés sur le bois brut russe, ce qui a provoqué une baisse significative de l'offre en terme monétaire. Les investisseurs chinois ont commencé à créer en Russie des scieries, pour que le bois traité subisse des droits de douane moins élevés à l'exportation. Le nombre de sociétés  chinoises enregistrées à cette fin a augmenté. En 2017, près de 200 millions de mètres cubes de bois ont été livrés à la Chine en provenance de Russie, ce qui représente 30% du total des bois importés par la Chine,.
Souvent les entrepreneurs chinois prennent en location pour 49 ans une parcelle de terrain, pour des coupes à un prix moyen de deux dollars environ par hectare,. Les fonctionnaires fédéraux critiquent les habitants de la taïga pour les abattages excessifs, alors qu'en même temps ces derniers  conviennent des abattages pour mettre en œuvre un plan visant à attirer les investissements,. En Sibérie, l'exploitation forestière est couramment présentée comme un abattage sanitaire de bois malade alors que ce sont des zones saines qui sont exploitées mais où l'abattage est interdit. En 2021, une enquête journalistique a révélé que le bois qui a été abattu dans des coupes sanitaires en Sibérie, la société de fonctionnaires russes l'envoie en Chine et en Indonésie dans des fabriques Ikea. Les organisateurs de coupes illégales créent des feux de forêts en Sibérie (ru), pour dissimuler les coupes déjà réalisées et en créer de nouvelles.
En 2018, les protestations de militants russes contre la déforestation de la Taïga destinée à approvisionner la Chine ont attiré l'attention des médias et du public,,. Dans les médias fédéraux russes l'existence du problème de l'abattage est nié, et ceux qui diffusent ces informations sont accusés de diffuser des informations erronées.

## Bouriatie
La déforestation en Bouriatie se pratique à grande échelle. Le problème est complexe du fait que la Chine est intéressée par le bois provenant de Russie et que parmi les habitants, le chômage est répandu. De plus des amendements ont été ajoutés au Code forestier de la fédération de Russie, autorisant l'exportation du bois par des groupes de personnes intéressées aidées par des lobbys. L'ampleur énorme des dégâts  et les intentions des autorités de donner la forêt en location pour 49 ans a entraîné des protestations des habitants, ce qui a valu à certains de ceux-ci des peines d'emprisonnement. La location pour 49 ans de la forêt a toutefois été maintenue.

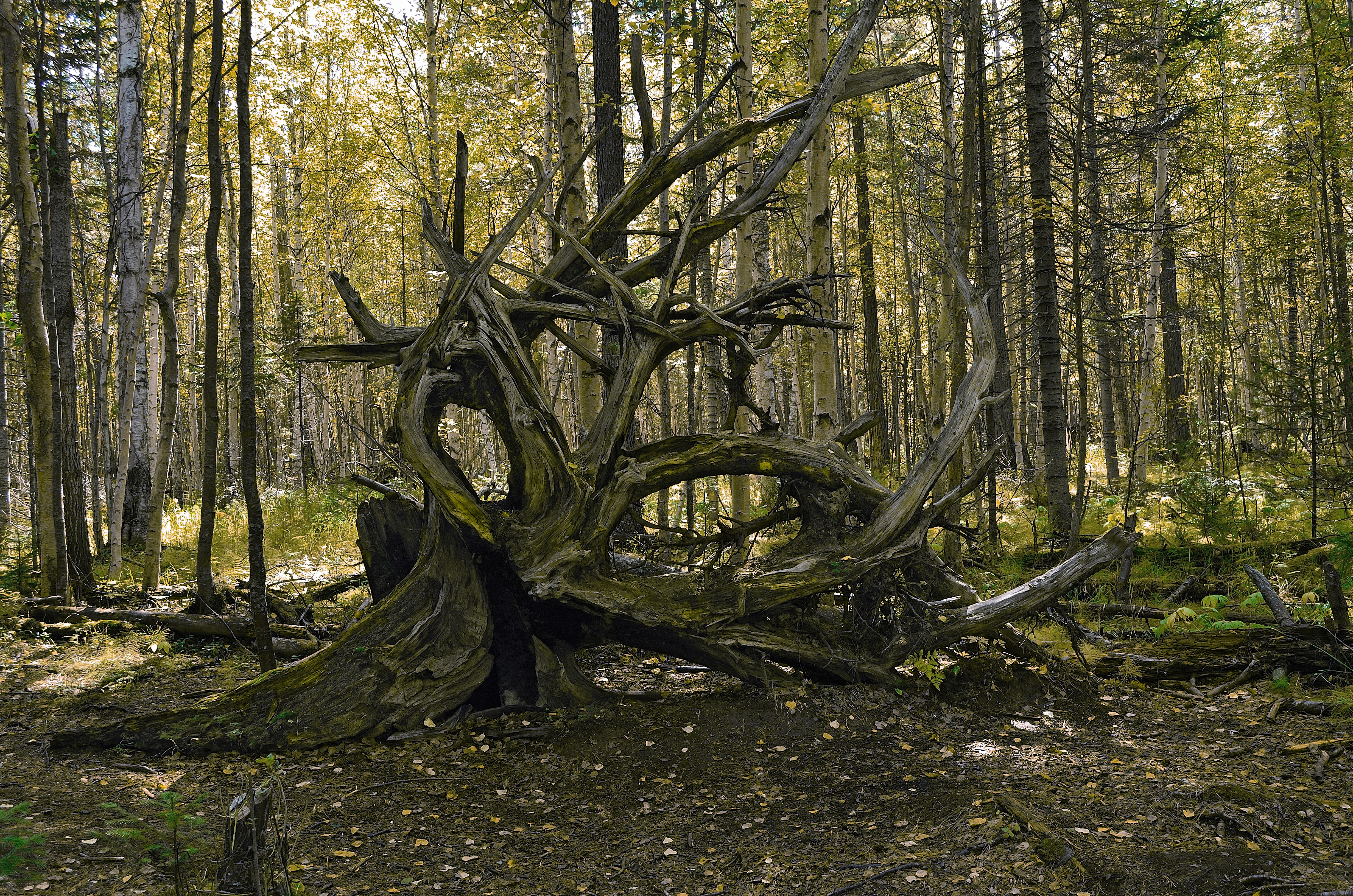
Sentier Prolikha près du Lac Baïkal

## Kraï de Krasnoïarsk
La déforestation se poursuit dans le Kraï de Krasnoïarsk. Dans le raïon d'Uyarsky (ru), la construction de fours pour la production de charbon de bois, selon une technologie interdite en Chine, a été repérée. Cette technologie est très dangereuse pour l'environnement, et elles est pratiquée illégalement dans la fédération de Russie. À proximité de ces installations les arbres se dessèchent et la population est atteinte de maladies du fait de la pollution de l'air par le  phénol utilisé ainsi que d'autres produits nocifs); les protestations des habitants ont permis d'arrêter le travail de transformation du charbon de bois.

## Oblast d'Irkoutsk
Dans l'oblast d'Irkoutsk, il arrive que les arbres coupés qui ont moins de valeurs commerciales soient abandonnés, et lors des inondations printanières tombent et encombrent les rivières.
Le développement de la production de charbon de bois a commencé aussi dans le raïon de Taïchetsky (ru) oblast d'Irkoutsk, ce qui n'est pas sans danger sur le plan environnemental.
Une enquête pénale a été engagée dans le cadre de l'exploitation forestière illégale. Selon certains observateurs, un point de vue alternatif peut être développé à partir d'une opposition au gouverneur de l'oblast Sergueï Levchenko (ru) (qui est très populaire) et à son parti communiste en opposition au parti Russie unie qui est très influent en Russie.

## Kraï du Primorié

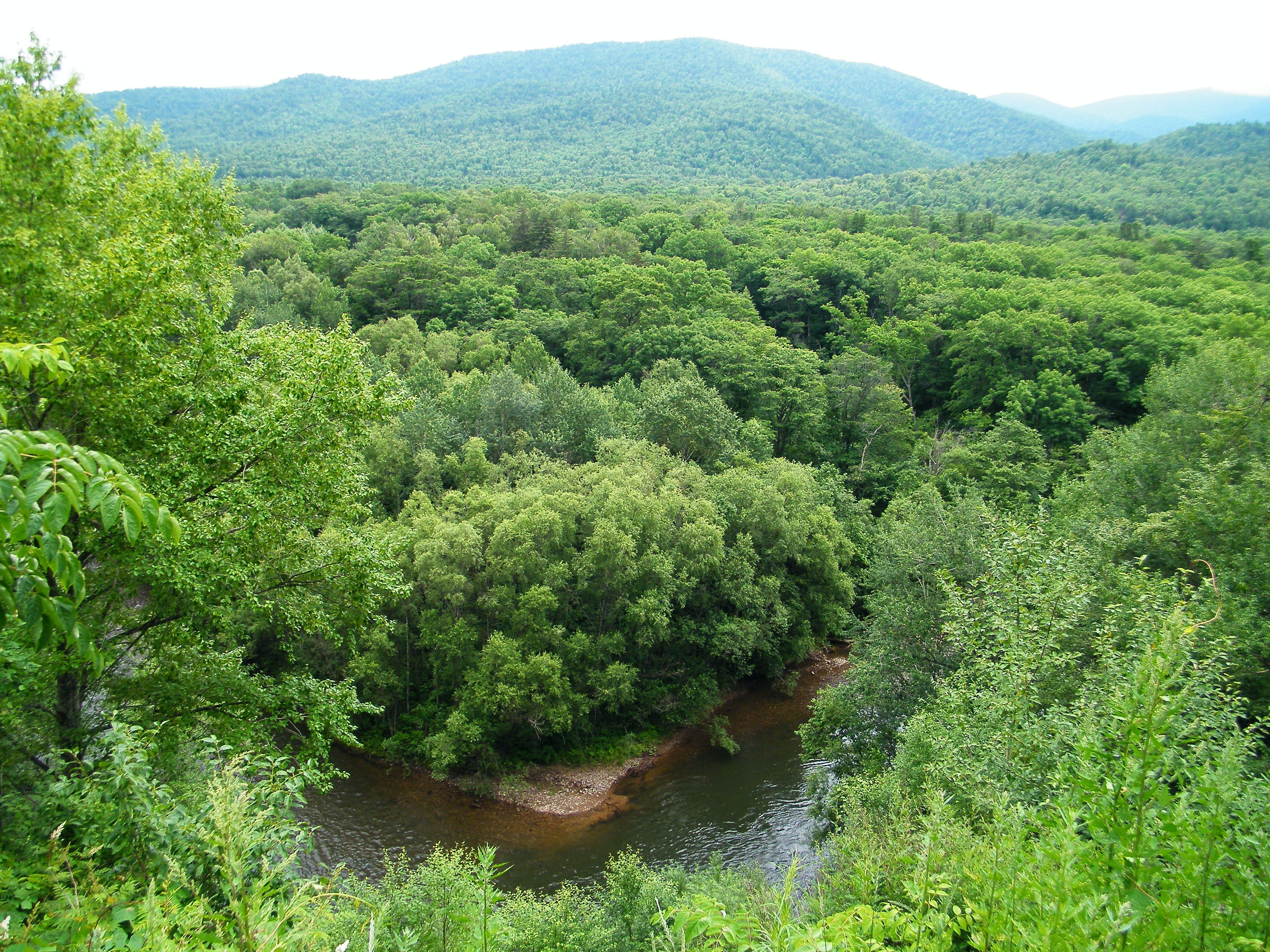
Les forêts sauvages qui couvrent encore la majeure partie de la région du Primorié sont majoritairement composées de feuillus, et sont peuplées par une grande faune variée.

Dans le kraï du Primorié chaque année sont abattus un million et demi de mètres cubes de bois (alors que c'est illégal depuis 2002) ce qui inquiète le WWF,. Ces données résultent de dix années  d'observations, et prouvent que le volume des coupes dépasse à plusieurs reprises le nombre de coupes autorisées et déclarées. Vingt ans d'abattages illégaux ont détruit les stocks de bois de valeur commerciale et ne seront pas récupérés dans un avenir prévisible. Cette destruction prive le peuple indigène d'Extrême-Orient des Oudihés, habitant la région, de leurs moyens et sources d'existence. Les derniers habitants sont éradiqués comme le Tigre de Sibérie ; quatre tentatives ont échoué pour supprimer la zone de protection de l'eau et des pignons, de la rivière Bikine (inclus dans la  Liste du patrimoine mondial en Russie et dans le patrimoine culturel UNESCO.
En même temps se pose en Russie le problème de l'installation d'entreprises chinoises de l'industrie papetière, dangereuses pour l'environnement.